# Dickenbach
Dickenbach ist eine Ortschaft und eine Katastralgemeinde der Gemeinde Stanz im Mürztal im Bezirk Bruck-Mürzzuschlag in Steiermark.
Die Streusiedlung befindet sich südlich von Stanz und am nördlichen Abfall des Hochschlag (1580 m ü. A.) in den Fischbacher Alpen. Sie besteht aus dem Weiler Hintereben sowie zahlreichen Einzellagen.

## Siedlungsentwicklung
Zum Jahreswechsel 1979/1980 befanden sich in der Katastralgemeinde Dickenbach insgesamt 66 Bauflächen mit 40.522 m² und 35 Gärten auf 41.731 m², 1989/1990 gab es 66 Bauflächen. 1999/2000 war die Zahl der Bauflächen auf 215 angewachsen und 2009/2010 bestanden 136 Gebäude auf 206 Bauflächen.

## Bodennutzung
Die Katastralgemeinde ist land- und forstwirtschaftlich geprägt. 308 Hektar wurden zum Jahreswechsel 1979/1980 landwirtschaftlich genutzt und 906 Hektar waren forstwirtschaftlich geführte Waldflächen. 1999/2000 wurde auf 176 Hektar Landwirtschaft betrieben und 1.013 Hektar waren als forstwirtschaftlich genutzte Flächen ausgewiesen. Ende 2018 waren 100 Hektar als landwirtschaftliche Flächen genutzt und Forstwirtschaft wurde auf 1.036 Hektar betrieben. Die durchschnittliche Bodenklimazahl von Dickenbach beträgt 16 (Stand 2010).